# اسد عبدالغنی
اسد عبدالغنی (انگلیسی: Assad Abdul Ghanee؛ زادهٔ ۲ ژانویهٔ ۱۹۷۶) بازیکن سابق و مربی فوتبال اهل مالدیو است.
وی همچنین در تیم ملی فوتبال مالدیو بازی کرده است.